# Portret Mariana Goi (ok. 1815)

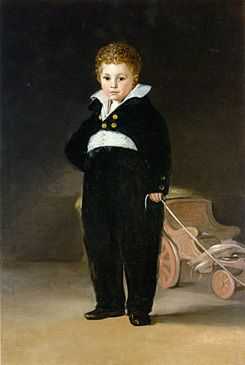
Portret Mariana Goi, ok. 1810

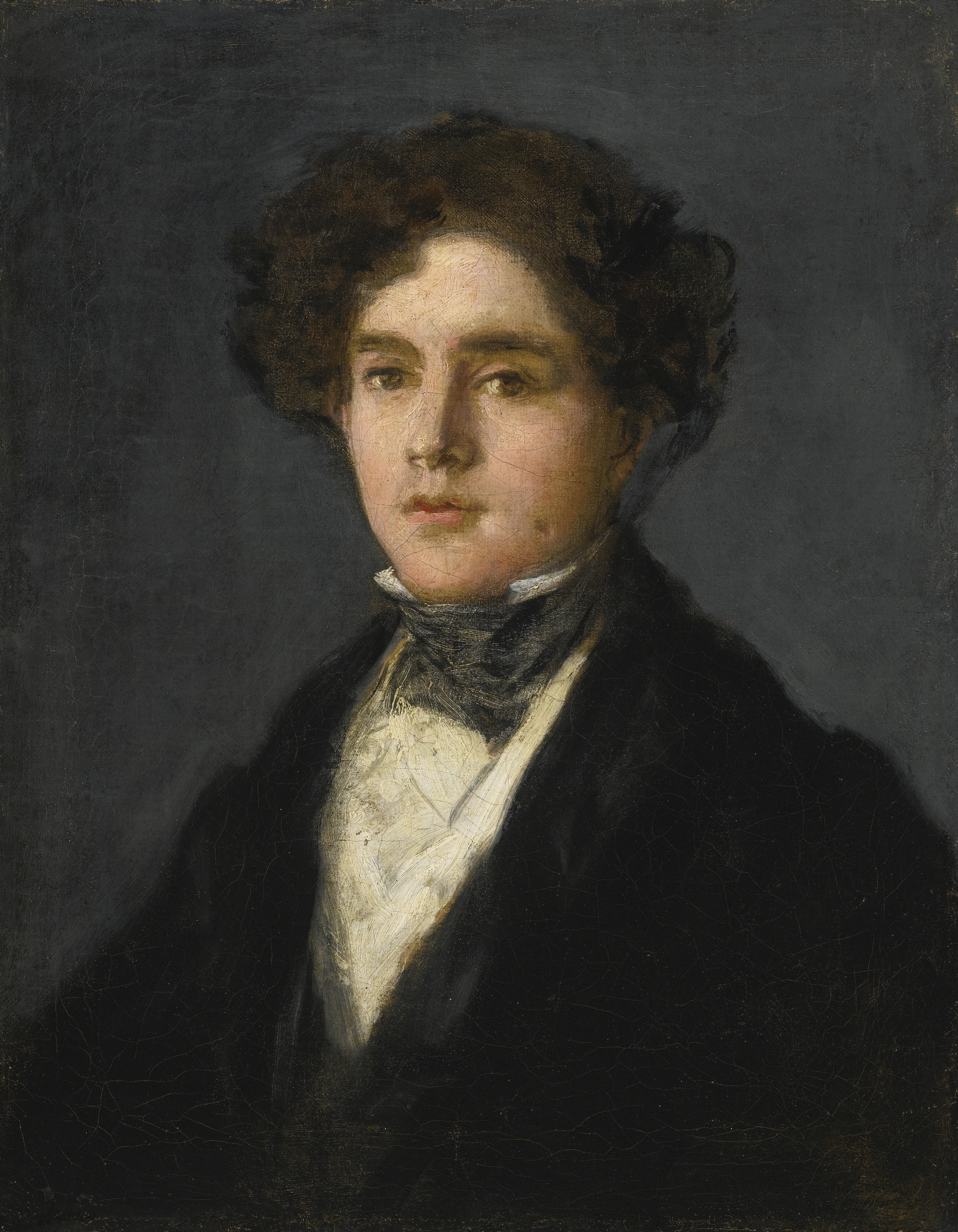
Portret Mariana Goi, 1827

Portret Mariana Goi (hiszp. Marianito Goya lub Retrato de Mariano Goya, nieto del pintor) – obraz olejny hiszpańskiego malarza Francisca Goi. Portret przedstawia Mariana Goyę, wnuka malarza, i należy do prywatnej kolekcji księcia de Albuquerque.

## Okoliczności powstania
Francisco Goya i jego żona Josefa Bayeu mieli sześcioro dzieci, ale oprócz syna Javiera wszystkie zmarły we wczesnym dzieciństwie. W 1804 roku Javier Goya ożenił się z Gumersindą Goicoecheą, z którą miał jedynego syna Mariana, nazywanego zdrobniale „Marianito”. Zarówno syn, jak i wnuk byli dla malarza niezwykle ważni, dawał im liczne dowody przywiązania i dbał o ich sytuację materialną. Rodzice Mariana mieszkali z malarzem do 1806 roku, kiedy przeprowadzili się do domu, który im podarował. Dzięki posagowi Gumersindy i wsparciu Goi nie pracowali i prowadzili wygodne życie ze skłonnościami do luksusu. Goya sportretował swojego wnuka trzykrotnie: w wieku 3–4 lat z zabawką, w wieku około 7–9 lat przy partyturze i jako młodego mężczyznę w 1827 roku. We wrześniu 1823 tuż przed emigracją do Francji Goya przepisał Marianowi swoją posiadłość nazywaną Domem Głuchego, w której namalował czarne obrazy. W 1828 roku na wieść o chorobie dziadka Mariano przyjechał do Bordeaux i towarzyszył mu w ostatnich chwilach.
Mariano de Goya y Goicoechea urodził się 11 czerwca 1806 roku w Madrycie. W 1831 roku poślubił Concepción Mariátegui, córkę Francisca Javiera, inżyniera wojskowego i członka Akademii Sztuk Pięknych św. Ferdynanda. Prawdopodobnie mieli córkę Purificación. Mariano zajmował się ryzykownymi spekulacjami w branży wydobywczej oraz kupnem dóbr i terenów skonfiskowanych gospodarstw. W 1854 roku sprzedał otrzymany od dziadka Dom Głuchego. W 1859 owdowiał. Stracił majątek spekulując na giełdzie, a w konsekwencji wyprzedał posiadane obrazy, rysunki i płytki grawerskie dziadka przyczyniając się do rozproszenia rodzinnej kolekcji. Niekiedy korzystał z pomocy członków rodziny Madrazo jako pośredników sprzedaży. Poważnie zadłużony, chronił się w mniejszych miejscowościach w okolicy Madrytu: Fuencarral, Bustarviejo i La Cabrera, gdzie do jego majątku należał stary klasztor San Antonio. W 1846 roku próbował nabyć tytuł markiza del Espinar, ale choć prawa sprzedawcy do tytułu okazały się złudne, do końca życia tytułował się markizem. Początkowo identyfikował się jako liberał, a pod wpływem życiowych niepowodzeń jego poglądy zradykalizowały się i uważał się za republikanina. Ożenił się z Baskijką Franciscą Vildósola, z którą miał córki Luisę i Franciscę, a ich potomkowie noszą współcześnie nazwisko Sáez de Goya. Zmarł w La Cabrera 7 stycznia 1874 roku w wieku 68 lat.

## Opis obrazu
Goya namalował w swojej karierze wiele scen religijnych i rodzajowych z postaciami dzieci i cherubinów, a także około dwudziestu dziecięcych portretów. Dzieła te wyróżniają się jakością i specjalną dbałością o szczegóły oraz wyrazem czułości i szczerości. Goya podkreślał czystość i niewinność dzieci, w przeciwieństwie do barokowego malarza Murilla, który akcentował łobuzerstwo i psotliwość. Podobizna Mariana to jeden z najlepszych portretów dziecięcych, jakie wykonał artysta. Z wielką naturalnością odzwierciedlił żywotność i dziecięcość swego ukochanego wnuka. Chłopiec na portrecie ma siedem do dziewięciu lat, dlatego obraz datowany jest na lata 1813–1815 lub 1814–1816, okres powojenny w Hiszpanii. Dla malarza był to czas niepewności i strachu przed represjami za jego rzekome francuskie sympatie i kolaborację.
Jest to drugi portret Mariana namalowany przez jego dziadka. Goya przedstawił go w półpostaci na neutralnym tle, w pozie małego arystokraty. Mariano siedzi na krześle, a przed sobą ma otwartą partyturę, co może wskazywać na zainteresowanie muzyką. Lewa ręka jest oparta o talię we wdzięcznym geście, podczas gdy prawa ręka trzyma zwinięty papier, którym zdaje się poruszać jak batutą lub odtwarzać rytm partytury. Jest ubrany w strój dorosłego – ma na sobie czarną marynarkę, być może aksamitną, z szerokim, białym koronkowym kołnierzem. Na głowie ma cylinder, nieco za duży na jego drobną głowę. Czarny kapelusz otacza słodkie i żywe rysy twarzy, na której wyróżniają się ciemne oczy.
Kompozycja jest elegancka i o intymnym charakterze. Światło padające z lewej strony rzeźbi ładną twarz dziecka, a jego inteligentne oczy wydają się bardziej czarne niż w rzeczywistości. Goya stosuje szybkie pociągnięcie pędzlem, pomijając szczegóły, aby skoncentrować się na postaci wnuka. Delikatny, koronkowy kołnierz został namalowany czubkiem pędzla, a na twarzy miejscami zastosował impasty. Kolory są świeże i czyste, a ich efekt plastyczny.
Na odwrocie obrazu widnieje inskrypcja Goya a su nieto (Goya swojemu wnukowi).

## Proweniencja
Obraz należał do kolekcji Mariana Goi, a następnie do różnych kolekcji prywatnych: Eduarda Cano w Madrycie, Manuela Ussela (lub Wssela) (1833-1907) w Madrycie i Manuela Urzaiza w Sewilli. W 1900 roku należał do markiza de Alcañices i przeszedł na jego spadkobierców i aktualnych właścicieli, książąt de Albuquerque.
Przez 18 lat obraz był eksponowany w Muzeum Prado jako depozyt Beltrána Osorio, XVIII księcia Albuquerque. Portret znajdował się także na priorytetowej liście planowanych nabytków muzeum, a w 1986 roku jego dyrektor Alfonso E. Pérez Sánchez uzyskał dla dzieła status BIC (Bien de Interés Cultural), który uniemożliwia eksport z kraju. W 1993 roku muzeum złożyło właścicielowi ofertę w wysokości 800 milionów peset, która została przyjęta. Jednak tuż przed zatwierdzeniem decyzji konserwatorka muzeum i ekspertka w twórczości Goi Manuela Mena zgłosiła wątpliwości co do autorstwa Goi. Dyrektor muzeum Felipe Garín powołał komitet naukowy, w którego skład wchodzili eksperci: Alfonso E. Pérez Sánchez, José Manuel Pita Andrade, Jesús Urrea i Manuela Mena. Nie osiągnięto jednomyślności i dyrektor był zmuszony zarządzić dodatkowe badania i odwołać uzgodnioną transakcję. Beltrán Osorio zmarł w 1994 roku, a obraz odziedziczyło jego pięcioro dzieci. Portret wrócił do właścicieli i nie jest eksponowany. W 2003 roku ofertę kupna (ok. 600 tys. euro) złożyła Królewska Akademia Sztuk Pięknych św. Ferdynanda, jednak właściciele nie brali pod uwagę sprzedaży.